# Jezioro Czarne (Pojezierze Mrągowskie)
Jezioro Czarne – jezioro w Polsce, położone w województwie warmińsko-mazurskim, w powiecie mrągowskim, w gminie Mrągowo, na północ od Mrągowa.

## Charakterystyka
Linia brzegowa jest słabo rozwinięta brzegi na zachodzie są płaskie i podmokłe, pozostałe wysokie i strome. Przez jezioro przepływa rzeka Dajna, wpływając od południowej strony jeziora, wypływa na północy, gdzie nieopodal wpada do jeziora Kot.

## Dane morfometryczne
Powierzchnia jeziora wynosi 78 ha, a głębokość maksymalna 23,3 m. Długość wynosi 1,5 km, a szerokość 0,75 km.